# Acromegalia
Acromegalia é uma doença que resulta da produção excessiva de hormona do crescimento após o fecho das placas de crescimento. Na maior parte dos casos, o sintoma inicial é o crescimento das mãos e dos pés. Pode também ocorrer crescimento da testa, maxilar e nariz. Entre outros possíveis sintomas estão dores nas articulações, espessamento da pele, agravamento da voz, dores de cabeça e perda de visão. Entre as possíveis complicações estão diabetes do tipo 2, apneia do sono e hipertensão arterial.
A acromegalia é geralmente causada pela produção excessiva de hormona do crescimento pela hipófise. Em mais de 95% dos casos esta produção excessiva é o resultado de um tumor benigno, como um adenoma de hipófise. A doença não é hereditária. Em casos raros, a acromegalia pode ser causada por um tumor noutra parte do corpo. O diagnóstico consiste em medir os níveis de hormona do crescimento após a ingestão de uma solução de glicose, ou em medir a concentração no sangue do fator de crescimento semelhante à insulina tipo 1. Após o diagnóstico são realizados exames imagiológicos à hipófise para determinar a presença ou não de um adenoma. Quando a produção excessiva de hormona do crescimento ocorre durante a infância, o resultado é uma doença denominada gigantismo, e não acromegalia.
Entre as opções de tratamento estão a cirurgia para remover o tumor, medicação e radioterapia. A cirurgia é geralmente o método preferencial e quanto menor o tumor, maior a possibilidade da cirurgia curar a condição. Nos casos em que a cirurgia é contraindicada ou não proporciona cura, podem ser administrados análogos da somatostatina ou antagonistas dos recetores das hormonas de crescimento. Nos casos em que nem a cirurgia nem a medicação são completamente eficazes pode ser considerada radioterapia. Sem tratamento, a esperança de vida é dez anos menor. Com tratamento, a esperança de vida é normal.
A acromegalia afeta cerca de 6 em cada 100 000 pessoas. É mais frequentemente diagnosticada durante a meia-idade. A frequência é equivalente entre os sexos. A doença foi descrita pela primeira vez por Nicolas Saucerotte em 1772. O termo tem origem no grego ἄκρον (akron) que significa "extremidade" e μέγα (mega) que significa "grande".